# ソトス症候群
ソトス症候群（ソトスしょうこうぐん、英: Sotos Syndrome）は、学習障害、過成長などを来す常染色体優性遺伝の遺伝性疾患。脳性巨人症（のうせいきょじんしょう、英: Cerebral Gigantism）とも呼ばれた。1964年にフアン・ソトスによって報告され、2002年に長崎大学の研究チームによって原因遺伝子が特定された。

## 概要
頭が大きい（大頭症）などの特有の顔貌、体格（身長）の大きさ（過成長）、発達障害などより小児期に気づかれることが多い。男女差は無い。1964年、アメリカの ソトスらによって「ニューイングランド・ジャーナル・オブ・メディシン」に報告された。頻度は1-2万人に1人とされ、先天性異常としては高頻度である。大多数が孤発性である。予後は合併症の心疾患、腎疾患、難治性てんかんの程度によって規定されるが、60歳を過ぎて生存する症例もある。発達遅延の程度はまちまちであり、通常の学校教育を受ける事が出来る症例から、一生涯手厚い生活サポートが必要とされる症例まで様々である。知能指数は、21-103とされる。歯や顎の異常によって歯科受診時に気づかれることもある。過成長は次第に目立たなくなるが、成長と共に脊椎側弯などがみられるようになる。日本では、2014年5月に成立した難病医療法に基づく難病として、2015年に指定難病の1つとして選ばれ、国の医療費助成が得られるようになった。

## 症状

### 主要な所見
以下の3つの所見は90%以上の頻度で観察される
- 過成長（幼少期から小児期）[1][4][3]
- 精神発達遅延[1][4]
- 特徴的な顔貌[9][4]

### 主要な合併症
発生頻度は15-89%とまちまちである
- 先天性心奇形（動脈管開存症、心室中隔欠損症など）[1][4]
- 先天性腎泌尿器奇形（腎形態異常、膀胱尿管逆流、外性器奇形など）[1][12][3]
- 脳奇形[3]、てんかん[1]、脳波異常[3]
- 脊椎側弯[1][8]、関節の過弛緩、偏平足、大きな手足[1][9][8]、骨年齢の促進[3]
- 問題行動[9]
- 妊娠中毒症（母体）[9]

### その他の合併症
- 耳鼻科領域の合併症（中耳炎、聴覚障害）[1]
- 眼科領域の合併症（屈折異常、斜視）[1]
- 歯科領域の合併症（早期萌出、下顎突出、永久歯部分欠損、歯列不整）[1]
- 悪性腫瘍[3]

## 遺伝
95%以上は精子または卵子の形成時の突然変異によるものであり、健常者の子供が発症した場合の弟妹における発症率は健常者と同等である。一方、ソトス症候群の患者の子供は50%の確率でソトス症候群を発症し、家族性に患者が発生する。2005年までに17例の家族性発生が報告されている。

## 原因

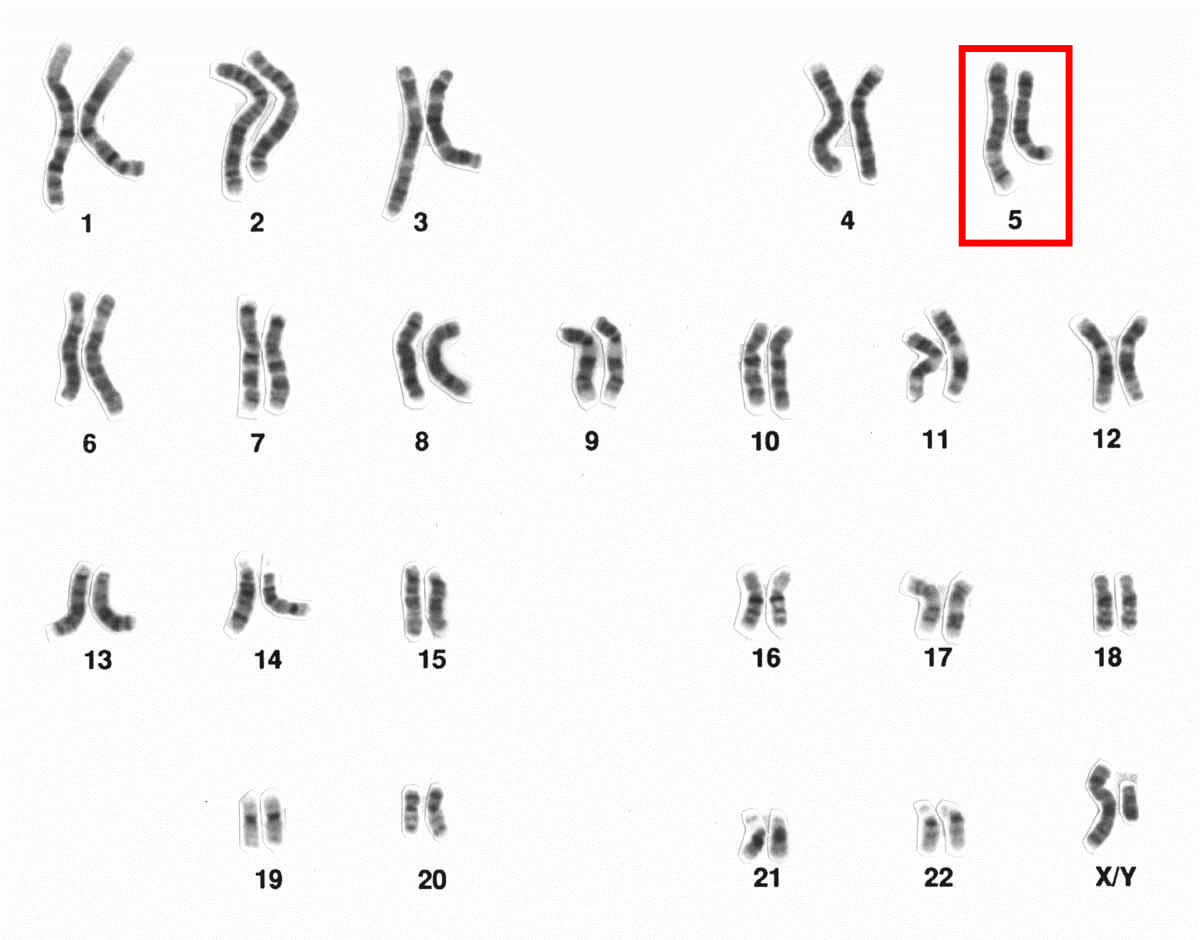
人の5番染色体（健常者）

遺伝子疾患であろうと考えられていたが、長く原因が判明していなかった。2002年に長崎大学医学部原爆後障害医療研究施設分子医療部門の新川詔夫と松本直通らの研究グループによって、5番染色体の長腕の5p35領域の2-q35.3に位置する核内受容体結合SETドメイン保有蛋白質1（NSD1）遺伝子のハプロ不全が原因と特定され、2002年4月の米科学誌「ネイチャー ジェネティクス」に掲載された。NSD1遺伝子は8088bpの蛋白翻訳領域を持ち、少なくとも23個のエクソンがあり、人胎児の脳や筋肉で高頻度に発現しているとされる。NSD1遺伝子がコードするNSD1蛋白は、核内受容体結合SETドメイン保有蛋白質（Nuclear Receptor Binding SET Domain Protein）の1つであり、2696個のアミノ酸で形成される。NSD1蛋白は既知の物質であったが、長崎大学の研究チームは世界で初めてソトス症候群との関連性を指摘した。同研究グループは検出検査に関連した特許を日米で取得している。

### 欠失型と変異型
日本人ではNSD1遺伝子を含めた部分的な染色体の欠失に起因する症例が多く、全体の50%の症例が該当する。1-2割は染色体の欠失ではなくNSD1遺伝子内部の変異によって生じる。稀に5q35転座によっても発症する。日本人以外では染色体の欠失に起因する割合は約10%程度とされる。欠失型と変異型とでは一部症状が異なることが指摘されており、欠失型では過成長が目立たない一方で、精神遅滞や心臓や腎臓の奇形の頻度が増加する。

## 検査
ソトス症候群に見られる微細な染色体欠損や異常を検出することは、G分染法では困難である。

### 日系人
ルーツが日系人の場合は、まずNSD1プローブを使用したFISH法による染色体診断により、NSD1遺伝子領域の検索を行う。日本ではソトス症候群の遺伝子検査（FISH法）が保険収載されており、結果も数日で分かる。検体は末梢血からの血液で良く、ヘパリン加血液3-5ml程度が必要である。ただしソトス症候群の約5%にエクソン欠失 （1つ以上のエクソンの欠失）に関連して発症している症例があり、FISH法では、エクソン欠失関連のソトス症候群の検出が出来ない。FISH法で検索できなかった症例に対しては、シークエンス解析を行う。ただしシークエンス解析は高額であり、また結果が出るまで4か月程かかることがある。

### 非日系人
ルーツが日系人でない患者では、シークエンス解析が第一選択検査となり、シークエンス解析で遺伝子変異を発見できなかった場合、FISH法を実施する。

## 診断基準
NSD1遺伝子領域の異常は診断の必須項目ではなく、検査によって確認できない症例もある（遺伝子異常が確認できる症例は90%）。そこで下記4項目を全て満たせば、ソトス症候群として診断して良い事になっている。大頭症はは乳幼児期には分かりやすいが、成長が進むと、明らかでは無くなってくる。ウィーバー症候群との症状の重複が多く、しばしば鑑別上問題となる。
1. 乳・幼児期の大頭症（ ≧ 2SD）[1][注釈 6]
2. 乳・幼児期の過成長（ ≧ 2SD）[1]
3. 頭が大きく長頭、大きい手足、前額・下顎の突出、高口蓋、眼瞼裂斜下、眼間開離を含む特徴的な外見[1]
4. 精神発達遅滞[1]

## 重症度分類
小児例（18歳未満）小児慢性特定疾病における状態の程度に準ずる。
成人例以下の1～4のいずれかに該当する者を対象とする。
1. 難治性てんかんの場合：主な抗てんかん薬2～3種類以上の単剤あるいは多剤併用で、かつ十分量で、2年以上治療しても、発作が1年以上抑制されず日常生活に支障を来す状態（日本神経学会による定義）。
2. 先天性心疾患があり、薬物治療・手術によってもNYHA分類でII度以上に該当する場合。
3. 気管切開、非経口的栄養摂取（経管栄養、中心静脈栄養など）、人工呼吸器使用の場合。
4. 腎不全を伴う場合。CKDの重要度分類表の「高リスク」（赤色）

NYHA分類
- I度
心疾患はあるが身体活動に制限はない。
日常的な身体活動では疲労、動悸、呼吸困難、失神あるいは狭心痛（胸痛）を生じない。
- II度
軽度から中等度の身体活動の制限がある。安静時又は軽労作時には無症状。
日常労作のうち、比較的強い労作（例えば、階段上昇、坂道歩行など）で疲労、動悸、呼吸困難、失神あるいは狭心痛（胸痛）を生ずる。
- III度
高度の身体活動の制限がある。安静時には無症状。
日常労作のうち、軽労作（例えば、平地歩行など）で疲労、動悸、呼吸困難、失神あるいは狭心痛（胸痛）を生ずる。
- III度
心疾患のためいかなる身体活動も制限される。
心不全症状や狭心痛（胸痛）が安静時にも存在する。
わずかな身体活動でこれらが増悪する。

| 原疾患                                     | 原疾患                                     | 蛋白尿区分                                         | 蛋白尿区分                                         | A1         | A2               | A3               |
| ------------------------------------------ | ------------------------------------------ | -------------------------------------------------- | -------------------------------------------------- | ---------- | ---------------- | ---------------- |
| 糖尿病                                     | 糖尿病                                     | 尿アルブミン定量 (mg/日) 尿アルブミン/Cr比(mg/gCr) | 尿アルブミン定量 (mg/日) 尿アルブミン/Cr比(mg/gCr) | 正常       | 微量アルブミン尿 | 顕性アルブミン尿 |
| 糖尿病                                     | 糖尿病                                     | 尿アルブミン定量 (mg/日) 尿アルブミン/Cr比(mg/gCr) | 尿アルブミン定量 (mg/日) 尿アルブミン/Cr比(mg/gCr) | 30 未満    | 30から299        | 300以上          |
| 高血圧、腎炎、多発性嚢胞症、腎移植、その他 | 高血圧、腎炎、多発性嚢胞症、腎移植、その他 | 尿蛋白量(g/日) 尿蛋白/Cr比(g/gCr)                  | 尿蛋白量(g/日) 尿蛋白/Cr比(g/gCr)                  | 正常       | 軽度蛋白尿       | 高度蛋白尿       |
| 高血圧、腎炎、多発性嚢胞症、腎移植、その他 | 高血圧、腎炎、多発性嚢胞症、腎移植、その他 | 尿蛋白量(g/日) 尿蛋白/Cr比(g/gCr)                  | 尿蛋白量(g/日) 尿蛋白/Cr比(g/gCr)                  | 0.15未満   | 0.15 - 0.49      | 0.50以上         |
| GFR区分 (m L/分/1.73m2)                    |                                            |                                                    |                                                    |            |                  |                  |
| G1                                         | 正常または正常高値                         | 90以上                                             | 付加リスク無し                                     | 低リスク   | 中等リスク       |                  |
| G2                                         | 正常または経度低下                         | 89以下、60以上                                     | 付加リスク無し                                     | 低リスク   | 中等リスク       |                  |
| G3a                                        | 軽度から中等度低下                         | 59以下、45以上                                     | 低リスク                                           | 中等リスク | 高リスク         |                  |
| G3b                                        | 中等度から高度低下                         | 44以下、30以上                                     | 中等リスク                                         | 高リスク   | 高リスク         |                  |
| G4                                         | 高度低下                                   | 29以下、15以上                                     | 高リスク                                           | 高リスク   | 高リスク         |                  |
| G5                                         | 末期腎不全（ESKD; 旧CRF）                  | 15未満                                             | 高リスク                                           | 高リスク   | 高リスク         |                  |

## 治療
本質的な治療法はない。てんかんに対する内服治療や、心疾患に対する投薬や手術など、合併症に対する対症的な治療が中心となる。運動遅滞や精神遅滞については、理学療法、作業療法、言語療法などの療育的な支援を行う。歯科治療など苦痛を伴う治療では、患者の協力が得られ難いために、しばしば全身麻酔が必要となる。

## 類似疾患
類似疾患としてウィーバー (Weaver) 症候群と、ベックウィズ・ヴィーデマン (Beckwith-Wiedemann) 症候群が挙げられ、共にICD-10分類では、Q87.3 Congenital malformation syndromes involving early overgrowth （過成長を伴った先天性奇形疾患）に分類される。
- ウィーバー症候群は、出生前からの過成長、特徴的な顔貌、骨年齢促進、発達遅延と、ソトス症候群と非常によく似た症状を呈し[26]、同じく常染色体優性遺伝様式である[26]。ソトス症候群とは原因遺伝子が異なり、幹細胞の維持と細胞分化誘導を担う、ヒストンメチル基転移酵素 (histone methyltranseferase) をコードするEZH2遺伝子の突然変異が原因である[26]。合併症が若干異なるが、その多くがソトス症候群と重複する[26]。ソトス症候群には見られない所見としては、屈指症、柔らかい皮膚、臍ヘルニア、低いかすれた泣き声などが挙げられる[27]。Dr. David Weaverによって1974年に報告された[28]。
- ベックウィズ・ヴィーデマン症候群 (BWS) は、巨舌、腹壁欠損（臍帯ヘルニア、腹直筋解離、臍ヘルニア）、過成長を三主徴とする[29]。また15%の症例で、肝芽腫、横紋筋肉腫、Wilms腫瘍など胎児性腫瘍が発生するのも特徴である[29]。家族例は15%で、発生頻度に男女差は無い[29]。BWSの原因遺伝子座は11番染色体短腕15.5領域（11p15.5）が原因遺伝子で、11p15.5の刷り込み異常によって生じる。腹腔内実質臓器の腫大のために臓器が腹腔内から脱出し、鼠径ヘルニアや臍ヘルニアや腹直筋離開を来して観血的手術が必要となる[29]。巨舌では口が閉じられず、放置すれば顎の変形や顎関節の可動域障害を起こすため、舌の縮小手術を実施する[29]。低血糖を起こす頻度が高いのも特徴的である[29]。日本国内の患者数は200人程度と推測されている[29]。海外での発生頻度は13700人に1人と報告されている[29]。1960年代に、ドイツの小児科医ハンス=ルドルフ・ヴィーデマンとアメリカの病理学者ジョン・ブルース・ベックウィズによって、同時期に報告されたのが最初である[30][31]。